# Pont-la-Ville (Francia)
Pont-la-Ville è un comune francese di 155 abitanti situato nel dipartimento dell'Alta Marna nella regione del Grand Est.

## Società

### Evoluzione demografica
Abitanti censiti